# Promethidion
Promethidion. Rzecz w dwóch dialogach z epilogiem – poemat, traktat dydaktyczny Cypriana Kamila Norwida pisany wierszem. Najprawdopodobniej powstał w latach 1847-50, opracowany w 1850 i wydany rok później w Paryżu. Poeta dedykował go zmarłemu przyjacielowi - Włodzimierzowi Łubieńskiemu.
Poemat stanowi refleksję autora nad estetyką i pojmowaniem sztuki w nawiązaniu do filozofii Platona. W dziele tym autor opowiada się za koniecznością tworzenia odrębnej sztuki narodowej. Najważniejszym zadaniem sztuk plastycznych, jak uważał, jest ucieleśnianie ideału, upowszechnianie piękna. Działania te miałyby pokonywać dystans między twórcą a społeczeństwem, dawać sens moralny. Dzieło osiągnęło największą popularność w okresie Młodej Polski i 20-lecia międzywojennego.

## Okoliczności powstania
Norwid odwiedził po raz pierwszy Rzym w 1845 z misją dyplomatyczną. Drugi jego pobyt (1847-1848) upłynął pod znakiem licznych dyskusji polityczno-filozoficznych, które zaowocowały całą serią dialogów filozoficznych w duchu platońskim, poświęconych kwestiom estetycznym, moralnym lub obyczajowym, wiernie oddających charakter sobotnich spotkań literacko-artystycznych przy herbacie w gronie rodaków. Między lutym a początkiem czerwca odbywały się one w salonie Stanisława Egberta Koźmiana, a gdy ten opuścił Rzym, przeniosły się od września do salonu Edwarda Łubieńskiego albo do pracowni Norwida przy via San Felice. Zestetyczniały one w murach mego atelier –  pisał poeta na początku 1848 roku do Koźmiana –  artyści rysują, a izba wyższa rozprawia, herbatę robi. [...] Jest w tym coś artyzmu, polityki, rycerstwa, świętości.
Charakter i przebieg tych dyskusji oddał Norwid w kilku utworach napisanych między 1847 a 1851 rokiem: w zarysie Rzeczywistości (1847, dyskutują: Wiesław i Chryzogon), w zarysie Ruin (1849, dyskutują: Wiesław i Marek), w dialogu O historii (1851, dyskutują: Jerzy, Edgar i Stefan) oraz w dwóch dialogach Promethidiona: Bogumile i Wiesławie. Poeta opatrzył je drobnymi charakterystycznymi realiami: wzmianką o piciu herbaty (Bogumił: przy pełnym stole herbatę pijąc) z cytryną (O ruinach: Owoc tej cytryny, co tu na stole leży) czy o karabinierach i amfiteatrze Koloseum (Wiesław: Jak w ściek pod męczeństw tu amfiteatrem).
Same dialogi wchodzące w skład poematu mogły powstać pomiędzy 1847 a 1850 rokiem, choć najprawdopodobniej w 1850. Scalenia ich w Promethidion dokonał autor w grudniu 1850 uzupełniając wówczas utwór o tytuł, dedykację, Wstęp, Do Czytelnika i Epilog. Tak skomponowany poemat Norwid przepisał na czysto i oddał w Paryżu młodej pannie Michalinie Dziekońskiej, z prośbą o przekazanie go kuzynce, Laurze z Górskich Czosnowskiej, która zgodziła się pokryć koszt publikacji. Promethidion został wydrukowany na początku lutego 1851 w drukarni L. Martineta w nakładzie 300 egzemplarzy.

## O poemacie
Tytuł Promethidion, z greckiego: potomek Prometeusza nawiązuje do postaci mitologicznego tytana, który nie tylko miał stworzyć (ulepić z gliny) ludzi i nauczyć ich rzemiosł, ale i wykraść dla nich ogień, za co został przez bogów ukarany. Norwid sam czuł się takim Promethidionem, w 1869 roku pisał: Ja pochodzę od Jafetowego wnuka, co przykowany był na szczycie Kazbeku w Kaukazie – od dziada mego Prometheusa.
Utwór został dedykowany Włodziowi [Łubieńskiemu] (1824-1849), pochodzącemu z Poznańskiego, którego ojciec miał majątek Pudliszki. Jako student uniwersytetu berlińskiego serdecznie zaprzyjaźnił się z Norwidem podczas jego pobytu w stolicy Prus (1845-1846). Zmarł w Ostendzie 10 października 1849, gdy wybierał się w odwiedziny do Norwida.
Poeta umieścił na początku utworu motto Morituri te salutant Veritas – Idący na śmierć pozdrawiają cię Prawdo będące parafrazą słynnego pozdrowienia rzymskich gladiatorów: Ave Caeser, morituri te salutant. Poeta umieścił tę parafrazę również jako motto wiersza Scherzo i w liście do Józefa Bohdana Zaleskiego z 22 listopada 1850.
Poemat składa się z dwóch części:
- Bogumił. Dialog, w którym jest rzecz o sztuce i stanowisku sztuki. Jako forma. (dyskutują: Bogumił, Maurycy, Konstanty, Ambroży, Hrabia, Mąż-zamachowy i Władysław) – 364 wiersze.
- Wiesław. Dialog, w którym jest rzecz o prawdzie, jej promieniach i duchu. Jako treść. (dyskutują: Wiesław, Konstanty, Mąż stanu oraz Generał Jazdy) – 271 wierszy.

## Bogumił
Rozmowa toczy się o Chopinie. Jeden z rozmówców twierdzi, że po tym poznaje dobrą muzykę, że mu serce bierze i odmyka. Bogumił chciałby jednak, by artysta dokładnie spowiadał Naród i nie wstydził się prawdy, ani jej nie poświęcał dla poklasku. Jak można mówić o prawdzie, tam gdzie wszystko jest udawaniem, sprzeciwia się Konstanty, piękno to to, co się podoba. Z tym określeniem nie zgadza się Maurycy – piękne jest to, co powinno się podobać, tak jak dobre nie jest to, z czym przyjemniej, lecz co ulepsza. Konstanty zarzuca Maurycemu arystokratyzm, a przecież piękno jest też w pieśni gminnej. Bo arystokracja bywa też u gminu, ripostuje Ambroży, a Hrabia rezonuje, że harmonia może być tylko tam, gdzie porządek i dyscyplina. Ambroży uspokaja Hrabiego, że nikt nie chciał zrywać ogniw łańcucha ładu, bo rzecz była o idealnym kole. Mąż zamachowy cieszy się, że Ambroży raz wziął jego stronę, a Władysław ucisza wszystkich: Bogumił będzie śpiewał.
Bogumił wzywa męża odwiecznego, więc wolnego od namiętności, Prometeja z młotem, aby mu powiedział, czym jest piękno. Kształtem jest miłości, odpowiada tytan. Człowiek może ją zobaczyć w Bogu i w sobie, ukształtowanym na obraz Stwórcy. Gdyby ten ślad piękna zachował w sobie i rzekł granitowi: żyj jak ja żyłem, może by kamień obudzony przetarł powieki. Jeden by tego dokonywał z kamieniem, inny z farbami, jeszcze inny z pieśnią. I szłaby ta wspólna pieśń w niebo.
W ziemię natomiast przelewa się ona poprzez pracę. Bogumił ponownie pyta Prometeja, tym razem o pracę. Prometeusz, podnosząc się z ziemi odpowiada, że jak piękno jest profilem Bożym, utraconym przez grzech w nas profilu cieniach, tak praca jest tej zguby szukaniem. Gdyby piękno było tym co się nam podoba, to i jego towarzysz Dobro stałoby się samolubnym, a wtedy Ziemia okazałaby się za ciasna dla ludzi. Tymczasem jest wręcz przeciwnie. Piękno nie ma stać pod korcem, bo piękno na to jest, by zachwycało do pracy - praca, by się zmartwychwstało. Dlatego to właśnie chłop z rękami brązowymi najlepszym jest poetą, a Cezar dyktujący z konia, najlepszym historykiem. Pieśń i praktyczność stanowią jedno jak mąż i żona. Kto je rozdzieli, zepsuje. 
Pieśń polska przeszła już swe najciemniejsze miejsca, jej dźwięki polonezem przeszły przez Europę. Cóż stąd, kiedy jej formy zawsze są podobne do obcych. Zakochany chciałby widzieć choć cień ukochanej postaci, więc mu smutno, że wszystkie polskie chaty są krzywe, a figury świętych – bez wyrazu. Niejeden szlachcic widział Wenus z Milo, a zapomina, budując spichlerz, że użyteczne musi być jednocześnie piękne. Miłość jest odważna i nie boi się, że przyjdzie jej cierpieć, natomiast wszelka Miłość bez wcielenia jest tylko upiorem.
O tym że Grecja była kochana świadczy naśladowanie jej kolumn, poezji i filozofii, o umiłowaniu Rzymu świadczą: prawo, łacina, idea cesarstwa i słowo Roma, które odwraca się w Amor. Kto kocha temu nie wystarczy obcowanie z widmami, chce wcielenia w czyn albo dziecię. Gdybyż można było zobaczyć choć jedną małą kaplicę, która by tłumaczyła polskiego ducha, można by dotrzeć do miłości, która ją stworzyła.  Izrael miał godzinę wielkości, gdy wierzył, ale się tej wierze sprzeniewierzył nie chcąc uznać Mesjasza w dziecku. Mówca drży czy Polakom wystarczy wiary. I idzie, sierota, pomiędzy ludzi duchowych, których duchowość jest pusta, a którzy zarzucają mu, że jest rzemieślnikiem i pomiędzy świeckich, którzy mają go za mistyka. Tak trwa prometejski sen.
Jeśli odrąbiesz greckiemu posągowi ręce, nogi i głowę, nadal pozostanie uduchowiony. I tak właśnie mówca widzi przyszłą sztukę Polski, jak chorągiew na prac ludzkich wieży, / Nie jak zabawkę ani jak naukę, / Lecz jak najwyższe z rzemiosł apostoła / I jak najniższą modlitwę anioła. Pomiędzy tym będzie się oczyszczać i wysubtelniać praca, coraz lżejsza dzięki miłości, aż się dokona trud trudów. Na tym Bogumił skończył. Jedni uznali jego mowę za śliczną inni za ekscentryczną, jeszcze inni radzili napisać na ten temat grube dzieło, które by wyszło w Lipsku po trzech latach.

## Wiesław
Wiesław zagaja: opinia jest ostatnim promieniem proroctwa i wstrząśniętym sumieniem ludzkości. Konstanty odsądza go od mistyków lub idealistycznych filozofów. Generał jazdy uważa ten pogląd za urojenie, a mąż stanu za odę do czynu. Wiesław oponuje, nawet jeśli mistycyzm jest urojeniem, skąd ten opór przed sumieniem, które jest może najdoskonalszym urzeczywistnieniem prawdy. Dalej pyta generała czy siła, która by złamała karabinierów konnych jest byle czym. Generał odpowiada, ze chętnie, by dowodził takim żołnierzem, a ktoś inny dodaje, że chętnie by go ubierał. Wszyscy wybuchają śmiechem i temat się urywa. Następuje chwila milczenia. Wiesław wykorzystuje ją i zarzuca zebranym, że milczą bo są świadomi tego, ze zadrwili z prawdy. Po chwili protestów zebrani proszą go, by kontynuował. A on dorzuca, że cieniem opinii jest również to milczenie przed chwilą.
Opinia jest bowiem głosem ludu i głosem Boga. Czemu jej głos ma być wołaniem na puszczy i proroctwem? Bo prorocy to ci, którzy umierają dla prawdy co chwilę i mają tylko dwie zasady: że jest jeden Bóg i żeby walczyć prawdą dla prawdy. Głos ludu tylko wtedy jest głosem Boga, gdy nie ma siły i musi żebrać, aby go słuchano, gdy jest głosem przez pot, krew i łzy. Objaśniwszy kim jest prorok Wiesław chce mówić o wieszczu. Jak prorok wychodząc z sumienia walczy prawdą dla prawdy, tak wieszcz wychodzi od piękności, będącej kształtem Prawdy i Miłości i próbuje ustalić ich profil. Ale podczas gdy prorok bierze istotną część prawdy i z nią idzie, wieszcz bierze to, co mu się jawi za profilem Prawdy i Miłości i z tym się unosi i zachwyca. Jest jeszcze wróżbiarz. Ten ani nie idzie, ani nie lata, tylko trafia. W Polsce jest trochę proroctwa, ale je car i głupota tłumi. Wróżbiarzami są dzisiaj politycy, dla takich wieszcz i prorok są zagrożeniem.
Potem Wiesław zakreśla koło na stole i tłumaczy: promienie koła są proroctwem, linia obwodu to wieniec wieszczów, a środek koła, skąd wychodzą promienie to sumienie narodu. Wróżbiarze zwani przez lud czarownikami, kłamią prawdzie. Prorocy muszą odczarować ich czar. A jest on w mężczyznach, gdy się drapują, w kobietach, gdy zaprzeczają swojej anielskości, w poetach gdy służą najjaśniejszemu panu. On jest papieżem czaru przez drogie szaty, pawie pióra, koronki. Polska musi wygrać wojnę o prawdę, nim przed oblicze Boże będzie mogła przynieść miecz, a On zrobi resztę. Bo Polska jest córą opinii i głosem Boga, skoro tylko jej głos jest dziś wołaniem na puszczy.
Wiesław wraca do początku rozmowy i radzi swym słuchaczom podzielić się na koterie, pośród których prawda musi zaginąć. Słuchacze domagają się, żeby jak słudzy w Kanie, dolał wody do swej mowy. Wiesław broni się, że daje im mocne wino, aby nimi wstrząsnąć. Bo gdzie króluje prawda ludzie i zwierzęta żyją swobodnie. Ale świat zewnętrzny ze swoim blichtrem wciąż czyha i obiecuje, że strąci Boga z niebios. Ludzie się dla niego biczują i poszczą, aż są gotowi sprzedać szaty Jezusowe i przepić otrzymany pieniądz.

## Recepcja utworu
Pierwsi czytelnicy poematu, z roku 1851, okazali się nader nieprzychylni poecie. Lucjan Siemieński narzekał, że Norwid najprostsze prawdy przyoblekł w kulasy frazesów i sili się być mistycznym. Powątpiewał też czy narodzi się kiedy jakiś nowy Champollion, który odczyta te hieroglify. Julian Klaczko policzył Promethidiony i Zwolony pomiędzy androny. Konstanty Gaszyński uważał, że takie duby smalone drukować, to drwić sobie z publiczności. Andrzej Edward Koźmian twierdził, że Norwid oszalał. Zdaniem Kajetana Koźmiana wydanie Promethidiona zerwało tamy szału i głupstwa. W tym gremium jedynie Józef Bohdan Zaleski dostrzegł w poemacie głębię ducha. Norwid, jego zdaniem genialny, tu jeszcze okazuje się apostołem prawdy, prorokiem i wielkim artystą.
Stanisław Malczart (1902) uważał, że poemat powinien zostać świętą pieśnią artystów i wspomnieniem ich prometejskich bojów. Stanisław Witkiewicz (1903) dziwił się, że ten dziwny człowiek wypowiedział o sztuce tak głębokie prawdy, i że wiedział już przed laty o tym, o co on, Witkiewicz z trudem walczył. Zenon Przesmycki (1912) ubolewał, że wskutek niechęci swoich wielka myśl polska nie zdołała się rozwinąć i zawładnąć światem.
Żywe zainteresowanie Promethidionem przyniosło dwudziestolecie międzywojenne. Roman Zrębowicz zauważał, że Norwid zupełnie inaczej, bo w kontekście pracy, ujął temat prometeizmu, opanowanego wcześniej przez rozmaite Manfredy, Wertery, Kordiany i Peer Gynty. Zygmunt Falkowski (1933) stwierdzał, że męstwo podjętej przez Norwida walki o pełnię sztuki i solidność myślenia sprawiają, że Promethidion nęci swą młodością, jakby w nim krążył eliksir życia, który Mefistofeles podawał Faustowi. Kazimierz Kosiński (1933) uważał poemat za jedyną w literaturze polskiej improwizację na temat piękna rozumianego na sposób platoński. Wilam Horzyca (1933) widział w Promethidionie ostateczna odpowiedź daną pseudoklasycznym estetom. Zygmunt Wasilewski (1934) widział w tym utworze widok ruin z kawałkami duszy. Uważał, że Norwid nie potrafił zharmonizować motywów religijnych i filozoficznych, tworzących istny zator i pozostawił je jako porzucone odłamki.
Wacław Borowy (1941) doceniał w poemacie to, że nie jest on dydaktycznym wykładem, ale liryką poruszającą żywymi uczuciami i sugestywnymi obrazami. Za mistrzowską uznał ramę salonowo-towarzyską ze świetnymi sylwetkami rozmówców. Nieco później (1946) porównał wykład Norwida do Georgik Wergiliusza. Tadeusz Makowiecki widział w utworze Norwida zamysł przeniesienia ognia wielkiej sztuki i prawd boskich z kręgu wielkich i szczęśliwych narodów do ziemi mogił i krzyży, by zbudzić braci Prometeusza.